# Premiul LUX
Premiul LUX (în latină, lux = lumină) a fost creat în 2007, ca simbol al angajamentului Parlamentului European pentru industria de film europeană. Filmele selectate pentru Premiul LUX aruncă o privire asupra vieții europenilor, a convingerilor sau îndoielilor lor.  

## Criterii de selecție
Filmele candidate la Premiul LUX trebuie să îndeplinească următoarele criterii:
- să fie un film de ficțiune, de animație sau un documentar
- să aibă cel puțin 60 de minute
- să fie producții sau coproducții eligibile pentru programul MEDIA (Uniunea Europeană, Croația, Islanda, Liechtenstein, Norvegia, Elveția)
- să ilustreze sau să pună problema valorilor fundamentale sau a identității europene, a diversității culturale europene sau să introducă problematica din dezbaterile privind procesul de integrare
- prima lansare în cinema să fi fost între 1 iunie anul precedent și 31 mai anul în curs.

## Juriul
În fiecare an, un juriu selectează trei filme finaliste. Juriul include producători, distribuitori, directori de festival și critici de film. O treime a juriului este reînnoită în fiecare an, iar membrii săi sunt numiți de comisia pentru cultură și educație a Parlamentului European. Din juriu face parte și câștigătorul Premiului LUX din anul precedent. Comisia Europeană (MEDIA) și Consiliul Europei (EURIMAGES) au reprezentanți în juriu în calitate de observatori. 
Câștigătorul este decis de către deputații europeni, doar dacă aceștia au vizionat toate filmele nominalizate. Votul se desfășoară pe internet. Filmul cu cele mai multe voturi este desemnat câștigător.

## Premiul
Câștigătorul Premiului LUX nu primește o subvenție directă. În schimb, Parlamentul plătește subtitrarea filmului în cele 23 de limbi oficiale ale UE și adaptarea acestuia pentru persoanele cu probleme auditive și de vedere. Parlamentul finanțează, de asemenea, crearea unei copii în format de 35 mm pentru fiecare stat membru.

## Câștigători
| An   | Film                                      | Regizor                            | Naționalitatea regizorului |
| ---- | ----------------------------------------- | ---------------------------------- | -------------------------- |
| 2007 | Auf der anderen Seite                     | Fatih Akın                         | Germania                   |
| 2008 | Le silence de Lorna                       | Jean-Pierre Dardenne, Luc Dardenne | Belgia                     |
| 2009 | Welcome                                   | Philippe Lioret                    | Franța                     |
| 2010 | Die Fremde                                | Feo Aladag                         | Austria                    |
| 2011 | Les Neiges du Kilimandjaro                | Robert Guédiguian                  | Franța                     |
| 2012 | Io sono Li                                | Andrea Segre                       | Italia                     |
| 2013 | The Broken Circle Breakdown               | Felix Van Groeningen               | Belgia                     |
| 2014 | Ida                                       | Paweł Pawlikowski                  | Polonia                    |
| 2015 | Mustang                                   | Deniz Gamze Ergüven                | Turcia                     |
| 2016 | Toni Erdmann                              | Maren Ade                          | Germania                   |
| 2017 | Sameblod                                  | Amanda Kernell                     | Suedia                     |
| 2018 | Kona fer í stríð (Femeie în război)       | Benedikt Erlingsson                | Islanda                    |
| 2019 | Dumnezeu există și numele lui e Petrunija | Teona Strugar Mitevska             | Macedonia de Nord          |
| 2020 | Colectiv                                  | Alexander Nanau                    | România                    |